# 木斯塘王國
木斯塘王國（藏語：སྨོནཋང），又稱珞王國，是一個喜馬拉雅山麓的一個已不存在的王國，屬於西藏文化圈。其行政中心位於珞城。最初是一個獨立的王國，後被尼泊爾征服，成為自治王國。2008年被廢除，改為木斯塘縣。
木斯塘在藏語中意思是「肥沃的平原」，位於尼泊爾與西藏的邊境、尼泊爾的中西部、道拉吉里峰以北，甘達基河流經其境內。木斯塘是青藏高原通往中亞、印度次大陸的重要走廊，境內的科里山道曾是喜馬拉雅山脈在錫金以西的重要通道，1950年中共進藏後被關閉。木斯塘境內的主要族群是珞巴族，說藏語，信奉藏傳佛教。這裡保留了許多古代西藏已趨於消亡文化，被稱為「西藏之外的西藏」。
1380年，西藏人阿梅帕尔來到了這裡，建立木斯塘王國。18世紀末期，木斯塘王國以賦稅及進貢為條件與尼泊爾王國兼併，成為尼泊爾境內的一個自治王國，被授予高度自治權，其君主稱拉者。:97
木斯塘曾長期禁止外國人進入，被人稱為「禁地王國」，此禁令至1991年10月方被解除。1959年藏區騷亂之後，大量西藏流亡者湧入此地，也是四水六崗衛教志願軍打游擊戰的重要根據地之一。
2008年10月7日，尼泊爾聯邦民主共和國政府廢除了木斯塘末代拉者晋美多吉·帕巴·比斯塔的王位，將木斯塘王國改為木斯塘縣，而晉美多吉遷到加德滿都居住。
拉者雖已遭廢黜，但在木斯塘民間仍廣泛受到尊崇，且仍仰賴其主持宗教儀式及仲裁糾紛。晉美多吉之子吉格梅·辛吉·帕巴·比斯塔雖無實權，但在當地仍保留拉者的地位。:92、98